# 김준범
김준범(金俊範, 1998년 1월 14일 ~ )은 대한민국의 축구 선수로 포지션은 중앙 미드필더, 수비형 미드필더이며 현재 K리그1 대전 하나 시티즌 소속이다.

## 수상

### 팀
- K리그2 우승: 2023년